# Новохасаново
Новохаса́ново (баш. Яңы Хәсән) — село в Белорецком районе Республики Башкортостан России. Входит в состав Инзерского сельсовета.

## География

### Географическое положение
Находится на правом берегу реки Инзер, в месте впадения реки Малый Инзер.
Расстояние до:
- районного центра (Белорецк): 105 км,
- центра сельсовета (Инзер): 15 км,
- ближайшей ж.-д. станции (Инзер): 15 км.

## Население
| 2002 | 2009 | 2010 |
| ---- | ---- | ---- |
| 206  | ↗216 | ↘177 |